# 一線天橋
一線天橋（いっせんてんきょう）は、四川省雅安市漢源県の老昌溝に架かる成昆線の石橋である。